# Paranatama
Paranatama este un oraș în Pernambuco (PE), Brazilia.